# Edi Ponoš
Edi Ponoš, född 10 april 1976, är en friidrottare från Kroatien. Han deltog vid olympiska sommarspelen 2004.